# Europahaus (Leipzig)
Das Europahaus in Leipzig ist ein 13-geschossiges und 56 m hohes denkmalgeschütztes Bürogebäude am Augustusplatz 7.

## Baugeschichte

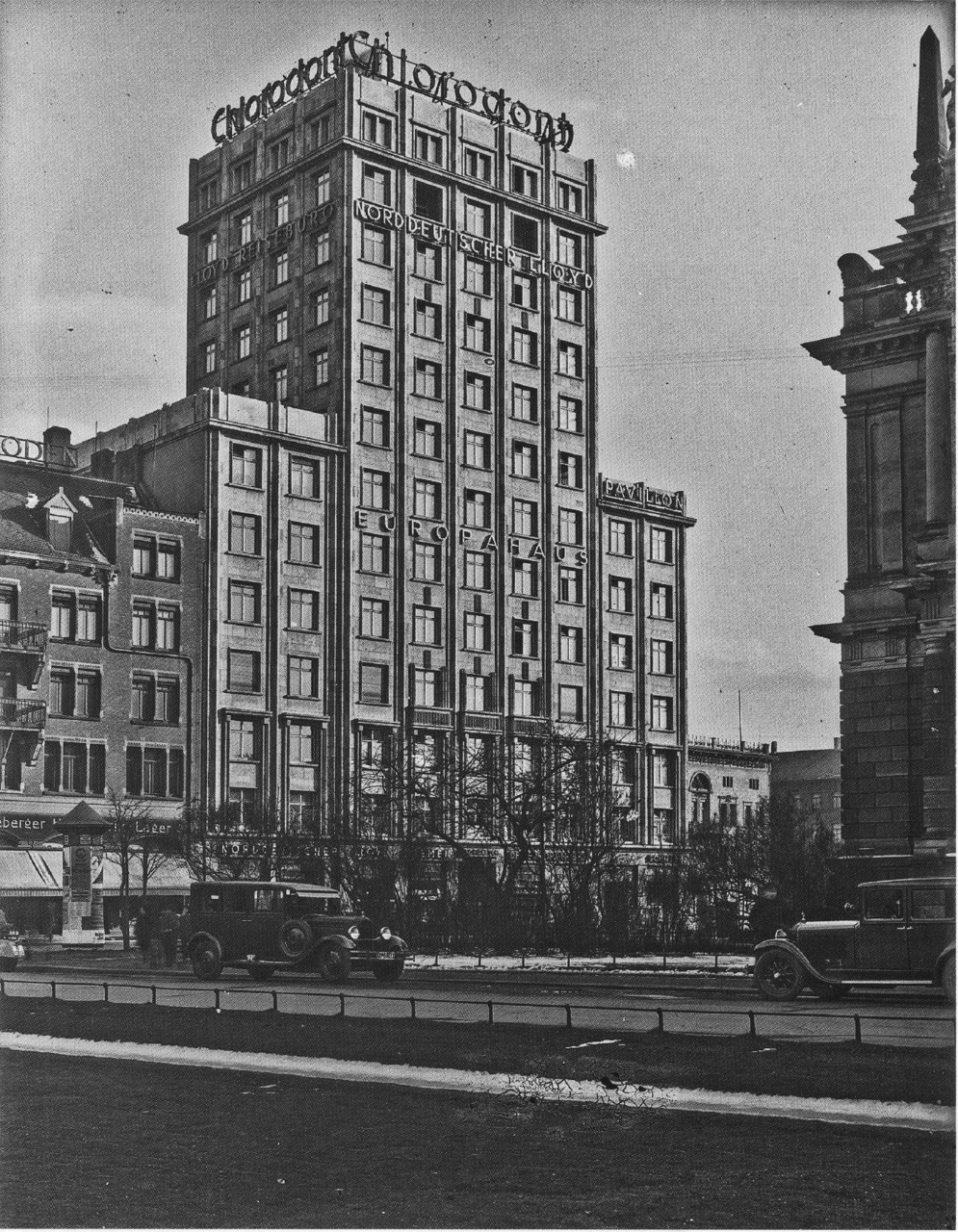
Ansicht aus der Erbauungszeit (zu sehen sind links ein Teil des im Zweiten Weltkrieg zerstörten Niederländischen Hauses, rechts ein Teil des ebenfalls zerstörten Museums der bildenden Künste)

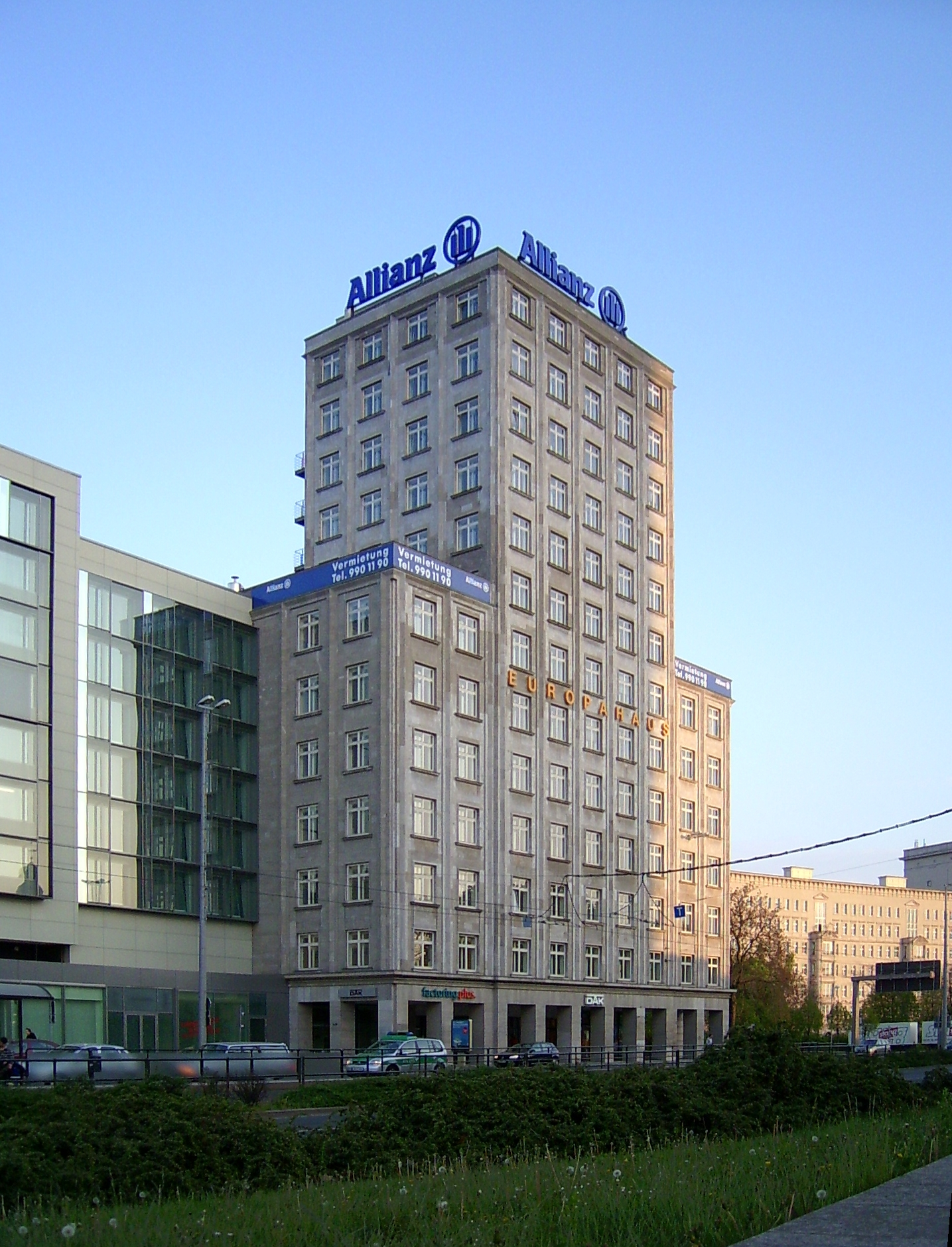
Europahaus als Leipziger Filiale der Allianz Versicherungs-AG mit deren Logo als Leuchtreklame auf dem Dachgeschoss (2007)

Nach dem Ringcity-Konzept des Stadtbaurats Hubert Ritter (1886–1967) von 1928 war entlang des Leipziger Innenstadtrings der Bau frei stehender Hochhäuser möglich, die wirken sollten wie „Hochpunkte in einer Stadtkrone“. Aufgrund der Weltwirtschaftskrise wurden in Leipzig in jener Zeit tatsächlich aber nur das Krochhochhaus und das Europahaus realisiert.
Das Europahaus als zweites Leipziger Hochhaus wurde 1928/29 als Gegengewicht zum Krochhochhaus von Otto Paul Burghardt (1875–1959) erbaut. Seinen ersten Entwurf, bei dem sich der höhere Turmbau in axialer Eckstellung befand, musste Burghardt nach Forderungen des Sächsischen Innenministeriums unter Anleitung von Wilhelm Kreis (1873–1955) im Mai 1928 überarbeiten. Dabei erhielt die Fassade des Büro- und Geschäftshauses eine deutlich vereinfachte Form mit einer zwischen den Fenstern verlaufenden Vertikalgliederung. Burghardt verzichtete auf jegliche Ornamente, und das Haus tritt lediglich durch die expressionistisch anklingende Betonung der Vertikalen in Erscheinung. Die Überarbeitung war im Juli 1928 abgeschlossen, so dass Anfang November 1929 der Rohbau vollendet wurde und die meisten Räume ab 1. Januar 1930 genutzt werden konnten.
Die Kosten betrugen 2 Millionen Reichsmark, geplant waren 600.000 Reichsmark.

## Architektur und Funktionen
Der heute direkt an die Ring-Bebauung der 1950er Jahre auf dem Roßplatz angrenzende Stahlbeton-Skelettbau mit Muschelkalkverkleidung besteht aus einem 56 Meter hohen Turmbau mit 13 Geschossen, der zu beiden Seiten mit siebengeschossigen Seitenflügeln versehen ist. Auf der anderen Seite schließt sich unmittelbar das heutige „Radisson Blu Hotel Leipzig“ an. Zur Erbauungszeit befand sich auf dem Mittelteil des Hochhauses ein Dachgarten-Restaurant, das bis in die 1950er Jahre das „höchste Dachgarten-Café Europas“ gewesen sein soll. Nach derselben Quelle gehörten zu den ersten Mietern Claire Sigall, ein gymnastischer Übungsraum im 12. Obergeschoss und der Norddeutsche Lloyd im Erdgeschoss. Seit 2020 wird durch die Stadt Leipzig offiziell daran erinnert, dass der deutsche Golfverlag, der die erste deutsche Fachzeitschrift für den gesamten Golfsport herausbrachte, seinen Sitz im Europahaus hatte. Der Verlag befand sich im Besitz der Familie von Bernhard von Limburger, der von 1921 bis 1925 dreimal deutsche Meistertitel holte.
In DDR-Zeit war das Haus Sitz der Bezirksverwaltung der Staatlichen Versicherung der DDR. 1965 erfolgte durch Frieder Gebhard und Hans-Joachim Dreßler eine Rekonstruktion im Stil der 1960er Jahre, dabei wurde der obere Abschluss erheblich verändert. Im Erdgeschoss wurden Kolonnaden angelegt, die nach einer Verbreiterung des Innenstadtringes erforderlich waren.
Eine Sanierung des Gebäudes erfolgte in den Jahren 1997/98. Dabei wurden die Fenster erneuert und Reparaturen an der denkmalgeschützten Fassade durchgeführt. Als neuer Hausherr zog danach die Allianz Versicherungs-AG ein.
Nach Umbau- und Modernisierungsarbeiten durch die Leipziger Stadtbau AG sind 2014 die Stadtwerke Leipzig mit ca. 160 Mitarbeitern in das Europahaus gezogen. 2015 wurde das Gebäude von einem Fonds der Union Investment erworben.

## Nicht verwechseln
In Leipzig gibt es seit 1990 außerdem einen Verein Europahaus e. V., der seinen Sitz an anderer Stelle (Adresse: Markt 10) hat. Dort und nicht am Augustusplatz befindet sich auch die offizielle EU-Informationsstelle Europe Direct für die Region Leipzig / Westsachsen.